# 小泉ニナ
小泉 ニナ（こいずみ にな、1984年6月7日 - ）は、日本のAV女優。
広島県出身。
血液型：AB型。身長：153cm、スリーサイズ：B88・W60・H86、Fカップ。特技：ドラム

## 略歴
2004年にAVデビュー。

## 作品

### アダルトビデオ
- LOVE＆KISS（2004年3月18日（レンタル）／2004年5月21日（セル）、HRC）
- BURNING SPLIT（2004年4月18日（レンタル）／2004年6月21日（セル）、HRC）
- フェライド おしゃぶりスペシャル（2004年10月29日、笠倉出版社）
- 女子校生 うぶ★レズ（2004年11月19日、笠倉出版社）
- FETCH＆EROTIC 黒Stocking （2004年12月24日、笠倉出版社）
- 同級生 松岡理穂・伊吹理沙　（2005年1月1日、ワンズファクトリー）
- 中出しアナル攻撃 4　（2005年2月17日、アイエナジー）
- THE巨乳キャンペーンガール2 [エロエロ販促レディ]　（2005年5月10日、ドリームチケット）
- 外露出恥行 1（2005年5月20日、ドリームクリエイト）
- THE 巨乳受付嬢 2 [魅惑のチラリズム]（2005年6月10日、ドリームチケット）
- 合法ロ●ータ4 淫行2時間スペシャル （2005年6月16日、アイエナジー）
- エリートドラマーが脱ぐ理由。小泉ニナ（2005年7月15日、アレックス）
- おばあちゃんの性教育（2005年7月20日、ネクストイレブン）
- 連続中出し絶頂 VOL.52（2005年9月27日、MAX）
- HIGH SCHOOL FUCK（2005年10月1日、アイデアポケット）
- 責め縄緊縛図 小泉ニナ（2006年3月10日、MAD DRAGON）
- 緊縛調教リアライズ 6 （2006年3月11日、HARDNESS）
- 完全流出 小泉ニナ（2006年4月14日、オブテイン・フューチャー）